# アーデルボーデン
アーデルボーデン（独: Adelboden）は、スイスのベルン州に属する基礎自治体（ゲマインデ）の1つである。

## 地理
アーデルボーデンはベルナー高地の西部に位置し、フルティゲンからカンダー川にそそぐエングシュトリゲ渓谷の起点にあたる。
南にエングシュトリゲン滝を望むスイスの伝統的な山里で、ギルバッハ、シュティーゲルシュヴァント、ボーデン、ヒルツボーデン、アウッサーシュヴァントの各沢を含む。最高点はヴィルトシュトルーベル山の3242m、最低点はエングシュトリゲン渓谷の1045mで、教会と目抜き通りは1350m地点にある。

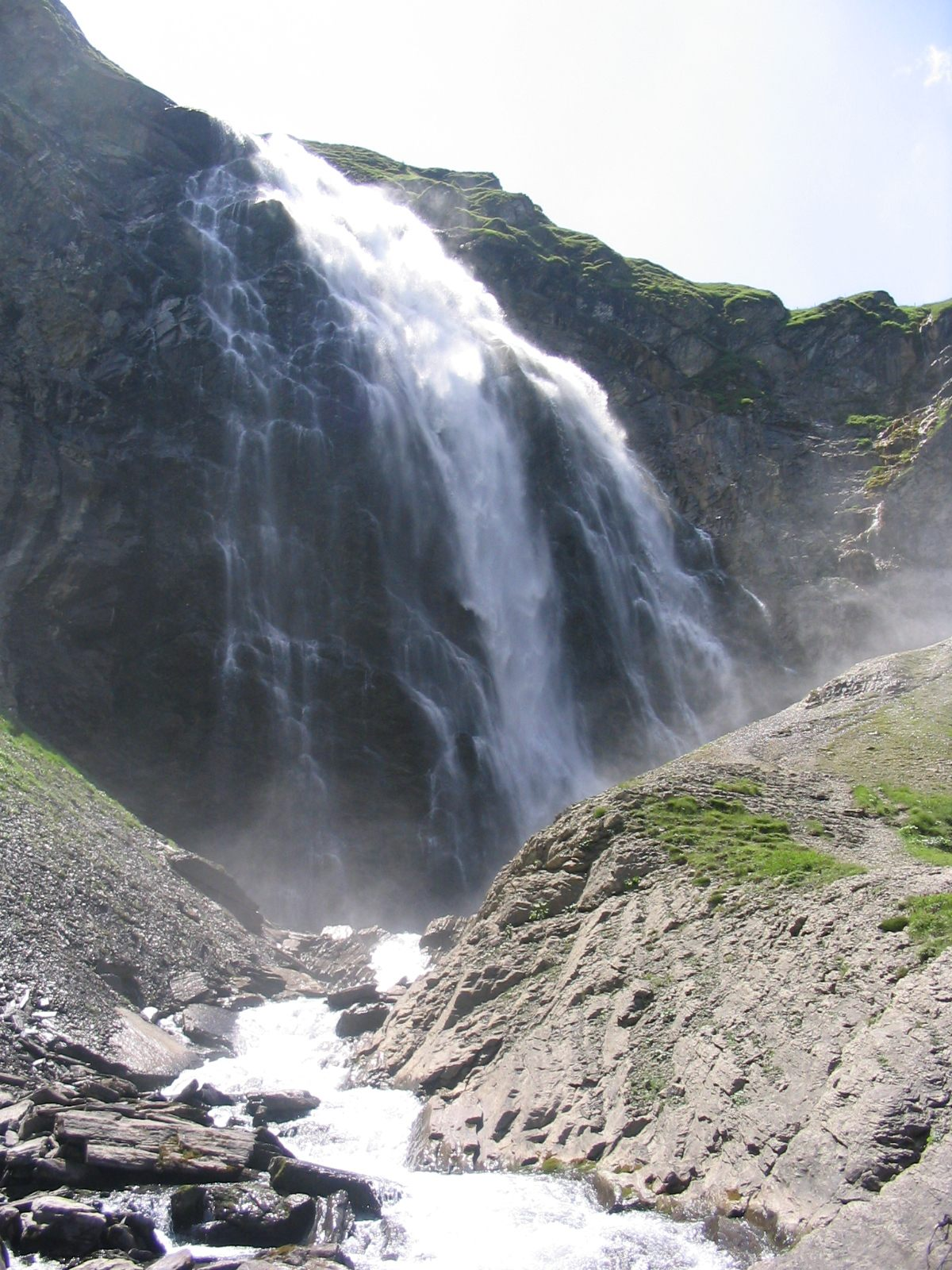
エングシュトリゲン滝

高山植物や準高山植物がみられ、ところによっては樹林もある。傾斜地や高原、台地は牧草地となっている。
主な山にローナー山（3049m）、シュテークホルン山（3146m）、ヴィルトシュトルーベル山（3243m）、フィッツァー山（2458m）、トシェンテン山（2025m、山岳鉄道あり）、ギュル山（2708m）などがある。
総面積は2009年の時点で88.19平方キロメートル。このうち36.52平方キロメートル（41.4%）が農地、16.07平方キロメートル（18.2%）が森林である。残りは2.18平方キロメートル（2.5%）が開拓地（人工物ないし道路）、1.53平方キロメートル（1.7%）が河川・湖沼の水域、31.93平方キロメートル（36.2%）が非生産地となっている。
より詳しい内訳は、開拓地では産業用地が全体の0.1%、住宅地が同1.5%、交通インフラが同0.8%。森林では原生林が全体の14.4%、果樹園が同3.0%。農地では田畑が全体の0.0%、牧場が同8.5%、高山牧草地が同32.9%。水域はすべて河川で占められる。非生産地の内訳は非植生地が全体の9.6%、山岳が同25.6%、氷河が同1.1%である。

## 歴史

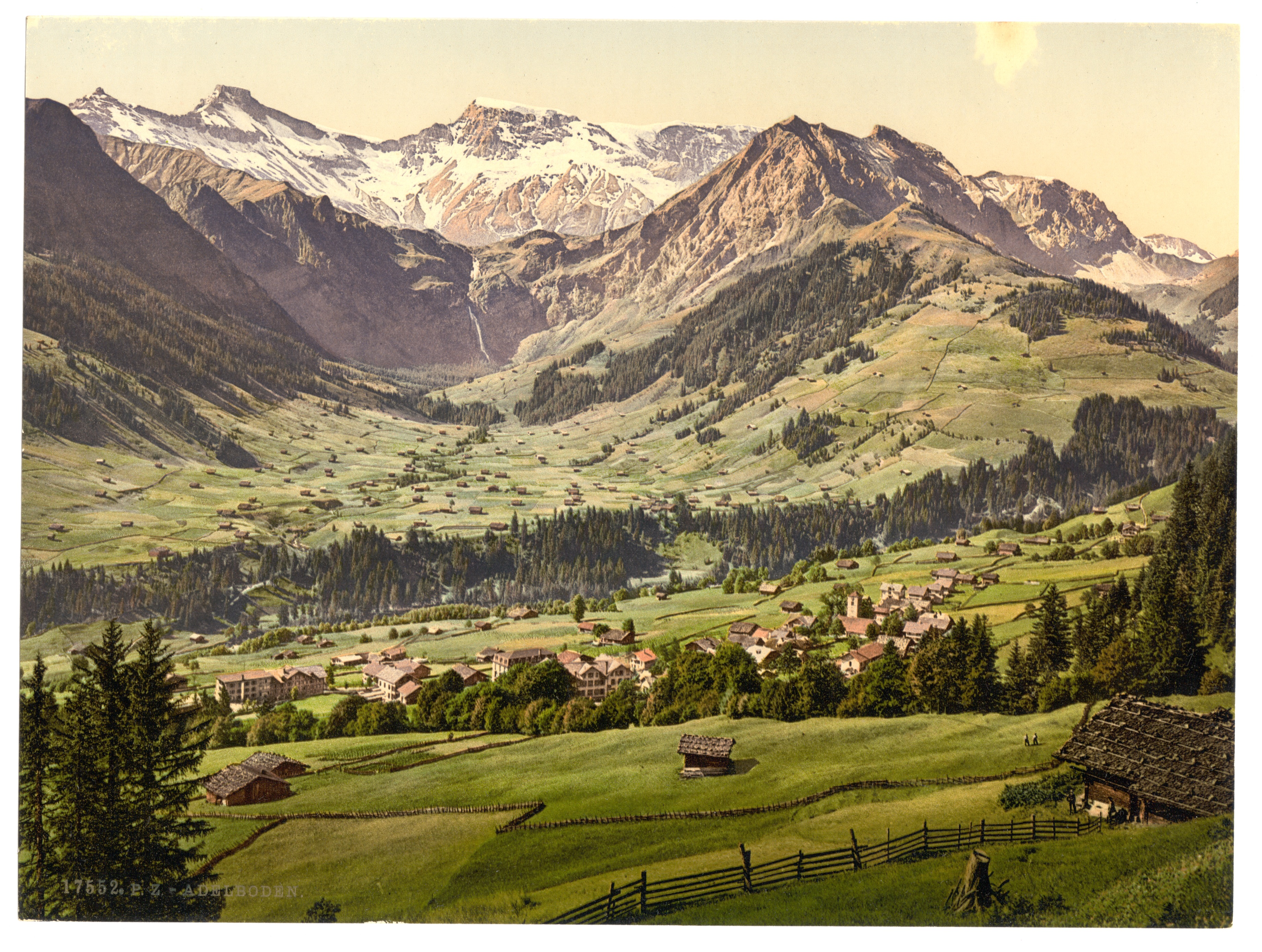
1900年のアーデルボーデン

1409年にin valle Adelbodenとして初めて歴史上に登場、1453年にはAdelboden alias silvaと表記された。
アーデルボーデンの名が初出する13世紀の文献には、エングシュトリゲン台地とシラーレン台地がアーデルボーデンに属する旨記されている。エングシュトリゲンの住民は「森の民」と呼ばれた。15世紀に教会が建てられ、町内の50世帯あまりが牧師の俸給を請け負った。しかし16世紀の宗教改革で牧師は追われ、ホーネンモース峠の先のフリブール州に亡命した。
19世紀まで、フルティゲンへはエングシュトリゲン川右岸の斜面を縫う道しかなく、冬にはよく通行不能となった。19世紀後半になってエングシュトリゲン川沿いに道路が開かれると、アーデルボーデンは世界の一部となった。
1870年には地元の教師が寄宿舎を開設。これは後にホテルとなり、いまでも同じ家族が所有している。観光業は世紀の変わり目に人口の大幅増をもたらした。
初めてのウィンタースポーツパック旅行は1903年に、ヘンリー・ラン卿により企画された。
1930年代にエングシュトリゲン台地との間で索道が開業し、後にロープウェイとなった。シラーレン台地へは1980年代にバスでのアクセスが可能となった。

## 名所・イベント
名所

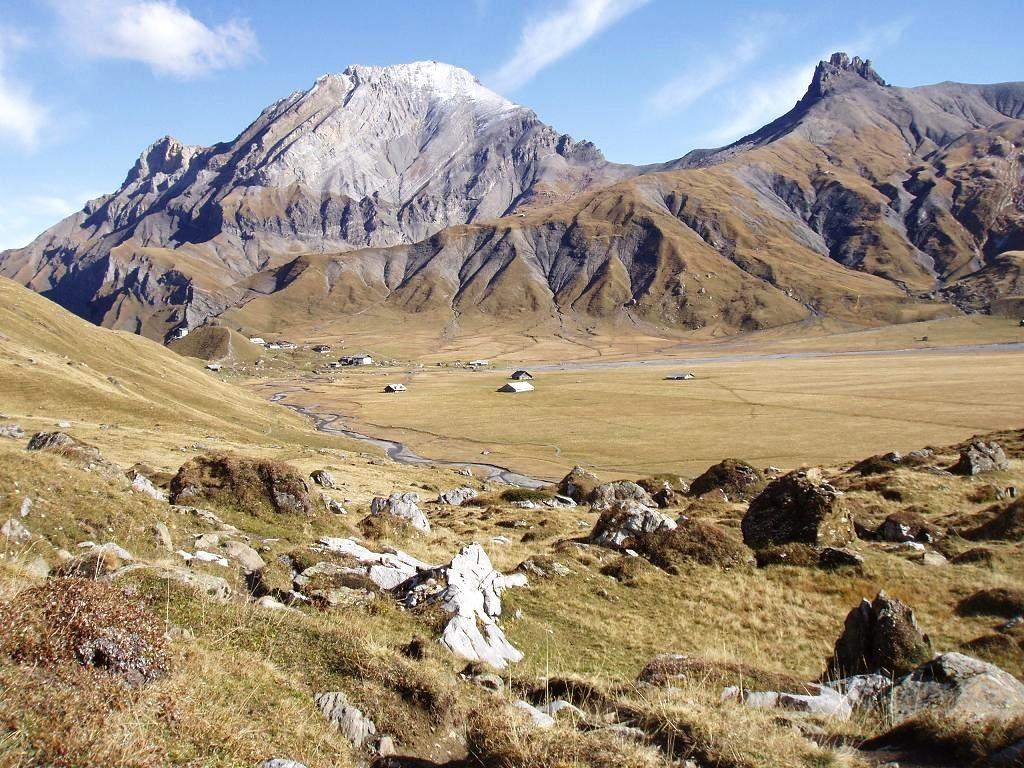
秋のエングシュトリゲン台地

- エングシュトリゲン滝 - エングシュトリゲン川が高さ600mの断崖を流れ落ちる、ベルナー高地でも雄大な滝の1つとして知られる。初夏には高原で夏を過ごすため、350頭もの牛が崖の獣道を上っていく。
- エングシュトリゲン台地 - 標高2000メートルの高原。
- 町の教会 - ステンドグラスはアウグスト・ジャコメッティの作。
- 「私たちのシャレー」 - ガールガイトないしスカウトの国際的な集い場。

イベント
- アルペンスキー・ワールドカップ 男子アルペンスキーレース（1月） - 大回転のコースはワールドカップでもっとも難しいサーキットのひとつである。
- フォゲリージ祭（7月） - 音楽ライブ
- フォゲリージ・ラウフ（7月） - トレイルランニングレース
- カンマー音楽祭（7月） - 室内楽
- ラングラウフ・ナハト（12月30日） - 町の目抜き通りで行われるクロスカントリーレース。

## 人口統計
| 年     | 人口   |
| ------ | ------ |
| 1764年 | 1051人 |
| 1850年 | 1513人 |
| 1900年 | 1564人 |
| 1910年 | 2163人 |
| 1990年 | 3347人 |

総人口は3563人（2010年末現在）である。2007年の時点で、外国籍の人々の割合は5.5%であった。過去十年間における人口増加率は-1.2%となっている。
直近の2007年の選挙で最も票を集めたのは国民党で、投票総数の38.3%が流れた。以下、左派の地域諸政党（28.8%）、キリスト教社会党（13.4%）、自由民主党（7.3%）の順に続いた。
2000年の世代別人口構成は19歳以下が26.4%、20歳から64歳までが57.2%、64歳以上が16.4%であった。25歳から64歳までの住民の69.4%が高等教育を修了している。

## 言語
アデルボーゲン方言はベルナー方言にヴァレー方言からいくらか借用語が加わったもので、高地アレマン語に属する。
2000年の調査によると、人口の95.0%がドイツ語を母語としており、これにセルビア・クロアチア語の1.0%、ポルトガル語の0.9%が続いた。

## 行政
立法権は年に一度開かれる総会が有する。9人の地方評議員が行政官を務めるが、これは名誉職に過ぎない。

## 経済
主だった産業は農業、製造業（木造住宅、ミネラルウォーター）、観光業である。労働人口の内訳は、観光業に約490人、その他サービス業に約500人、建設業に約310人、自動車産業に約30人、ミネラルウォーター産業に約45人、農業に約45人（専業のみ）、はく製業に約16人（専業のみ）がそれぞれ従事している。
失業率は1.8%。産業部門別では第一次産業の143事業所に366人が、第二次産業の57事業所に601人が、第三次産業の153事業所に1098人が2005年の時点で雇用されている。

## 観光・スポーツ
アーデルボーデン観光はファミリー層に向いている。ホテルだけでも24軒（1291床）、別荘が3800軒（1万5200床）、団体宿泊施設が28軒（1830床）あるほか、キャンプ場は3箇所、レストランも40軒営業している。
夏には総延長200kmにもなるハイキングコースが、落ち着いた散歩からアルプス登山までさまざまに活用される。多くの山岳鉄道が山々と下界をつなぐ。マウンテンバイクや模型飛行機制作もできる。
冬にはワールドカップの大回転コースを含むさまざまな難易度のスキー場や、クロスカントリーのトレイルがオープンする。ハイキングコースも40kmほど利用できる。スノーボーダーもフリーライド、フリースタイルで滑ることができる。
当地での回転および大回転はアルペンワールドカップの重要種目とみなされている。

## 気候
| アーデルボーデンの気候 | アーデルボーデンの気候 | アーデルボーデンの気候 | アーデルボーデンの気候 | アーデルボーデンの気候 | アーデルボーデンの気候 | アーデルボーデンの気候 | アーデルボーデンの気候 | アーデルボーデンの気候 | アーデルボーデンの気候 | アーデルボーデンの気候 | アーデルボーデンの気候 | アーデルボーデンの気候 | アーデルボーデンの気候 |
| 月                     | 1月                    | 2月                    | 3月                    | 4月                    | 5月                    | 6月                    | 7月                    | 8月                    | 9月                    | 10月                   | 11月                   | 12月                   | 年                     |
| ---------------------- | ---------------------- | ---------------------- | ---------------------- | ---------------------- | ---------------------- | ---------------------- | ---------------------- | ---------------------- | ---------------------- | ---------------------- | ---------------------- | ---------------------- | ---------------------- |
| 平均最高気温 °C （°F） | 1.9 (35.4)             | 2.6 (36.7)             | 4.6 (40.3)             | 8.1 (46.6)             | 12.8 (55)              | 16.1 (61)              | 18.6 (65.5)            | 17.9 (64.2)            | 15.8 (60.4)            | 12.1 (53.8)            | 5.9 (42.6)             | 2.8 (37)               | 9.9 (49.8)             |
| 日平均気温 °C （°F）   | −2.5 (27.5)            | −2.1 (28.2)            | −0.1 (31.8)            | 3.3 (37.9)             | 7.7 (45.9)             | 10.9 (51.6)            | 13.3 (55.9)            | 12.7 (54.9)            | 10.4 (50.7)            | 6.9 (44.4)             | 1.6 (34.9)             | −1.3 (29.7)            | 5.1 (41.2)             |
| 平均最低気温 °C （°F） | −5.5 (22.1)            | −5.2 (22.6)            | −3.5 (25.7)            | −0.4 (31.3)            | 3.6 (38.5)             | 6.4 (43.5)             | 8.6 (47.5)             | 8.5 (47.3)             | 6.5 (43.7)             | 3.5 (38.3)             | −1.6 (29.1)            | −4.3 (24.3)            | 1.4 (34.5)             |
| 降水量 mm （inch）     | 93 (3.66)              | 95 (3.74)              | 103 (4.06)             | 102 (4.02)             | 115 (4.53)             | 147 (5.79)             | 150 (5.91)             | 155 (6.1)              | 90 (3.54)              | 84 (3.31)              | 107 (4.21)             | 105 (4.13)             | 1,346 (52.99)          |
| 平均降水日数           | 11.6                   | 10.7                   | 13                     | 13.2                   | 15.1                   | 15.5                   | 14.4                   | 14                     | 9.9                    | 8.8                    | 10.9                   | 11.2                   | 148.3                  |
| 出典：MeteoSchweiz     |                        |                        |                        |                        |                        |                        |                        |                        |                        |                        |                        |                        |                        |

## 交通
フルティゲンからの道路が唯一のアクセス手段で、トゥーン湖畔のシュピーツからN6号線に合流すればベルンに行ける。レーチュベルク線でベルンやブリークに至るフルティゲンの駅からは、路線バスが出ている。
エングシュトリゲン台地とヒントベッティ峠を経てゲミ峠からヴァレー地方に入る古い山道もあり、これは今でもハイカーが利用する。ハーネンモース峠からレンク渓谷に達する道はかつて、ジュネーヴとの交易路であった。

## 教育
アーデルボーデン学区内には小学校が4校、実科学校が3校、中学校が1校ある。高等学校は山を20分ほど下ったフリュティゲンにあるが、ギムナジウムとなるとトゥーンかインターラーケンまで行かなければならない。

## ゆかりの人物
その土地柄ゆえ多くのクロスカントリースキー選手、登山家、アルペンスキー選手を輩出している。
- ロルフ・ツルブリュック - スキー登山家、コーチ
- フリーダ・デンツァー - アルペンスキー選手
- アンネレスリ・ツリート - アルペンスキー選手
- ラファエル・サバチニ - イタリア系イギリス人の作家。当地で亡くなり、眠っている。